# Lac Chepelmut
```

```

Le lac Chepelmut (en espagnol : lago Chepelmut) est un lac d'origine glaciaire situé sur la grande île de la Terre de Feu, dans le département de Río Grande, dans la province de Terre de Feu, Antarctique et Îles de l’Atlantique Sud en Patagonie argentine. Avec le lac Yehuin, c'est un lieu de villégiature pour les habitants des deux villes les plus proches, Río Grande et Ushuaïa.